# Paul Donoghue

Bischofswappen von Paul Patrick Donoghue

Paul Donoghue SM (* 18. Januar 1949 in Auckland) ist ein neuseeländischer Ordensgeistlicher und emeritierter römisch-katholischer Bischof von Rarotonga.

## Leben
Paul Donoghue trat der Ordensgemeinschaft der Maristenpatres bei, legte die Profess am 7. Januar 1969 ab und empfing am 29. Juni 1975 die Priesterweihe.
Papst Benedikt XVI. ernannte ihn am 11. April 2011 zum Bischof von Rarotonga. Die Bischofsweihe spendete ihm sein Vorgänger als Bischof von Rarotonga, Stuart France O’Connell SM, am 16. Juli desselben Jahres; Mitkonsekratoren waren Erzbischof Charles Daniel Balvo, Apostolischer Nuntius in Neuseeland und den Mikronesien, und Denis Browne, Bischof von Hamilton in Neuseeland. Als Wahlspruch wählte er To work together in Christ (deutsch: In Christus gemeinsam tätig sein).
Donoghue war von 2016 bis 2023 zudem Vorsitzender der Pazifischen Bischofskonferenz.
Am 29. Juni 2024 nahm Papst Franziskus seinen altersbedingten Rücktritt an.